# Michael O'Leary (attore)
Michael O'Leary (Saint Paul, 27 marzo 1958) è un attore televisivo statunitense.
È noto al pubblico televisivo italiano per il ruolo del Dottor Rick Bauer, l'amico fraterno di Phillip Spaulding, nella soap opera Sentieri (Guiding Light), ruolo che ha ricoperto - con qualche interruzione - dal 1983 al 2009 (anno di chiusura del programma) e che gli ha valso una nomination ai Daytime Emmy Awards e quattro nomination ai Soap Opera Digest Awards.

## Biografia

### Vita privata
Vive a Diamond Bar, in California, assieme alla moglie Joni e alle due figlie.

## Filmografia parziale

### Cinema
- Giochi fatali, regia di Michael Elliot (1984)

### Televisione
- Sentieri, 291 episodi (1983-2009)
- FBI (serie televisiva), episodio 03x10 (2021)

## Doppiatori italiani
- Nella soap opera Sentieri è doppiato attualmente da Pasquale Ruju. In precedenza, era stato doppiato da Giorgio Melazzi, l'attuale voce di Buzz Cooper.[3]